# Paralethe alticola
Paralethe alticola är en fjärilsart som beskrevs av Van Son 1955. Paralethe alticola ingår i släktet Paralethe och familjen praktfjärilar. Inga underarter finns listade i Catalogue of Life.